# Megamphopus martesia
Megamphopus martesia är en kräftdjursart som beskrevs av J. L. Barnard 1964. Megamphopus martesia ingår i släktet Megamphopus och familjen Isaeidae. Inga underarter finns listade i Catalogue of Life.